# Evgheni Volkov
Evgheni Volkov (în ucraineană Євгеній Володимирович Волков; n. 29 iulie 1999 – d. martie 2022) a fost un sublocotenent al Forțelor Armate ale Ucrainei, participant la războiul ruso-ucrainean. A dat dovadă de curaj și eroism în timpul evacuării răniților din Regiunea Donețk.

## Distincții
- Titlul de Erou al Ucrainei cu acordarea Ordinului Steaua de Aur (2022, postum) — pentru curajul personal și eroismul arătat în apărarea suveranității statului și integrității teritoriale a Ucrainei, loialitatea față de jurământul militar.